# James McDivitt
James Alton McDivitt (* 10. Juni 1929 in Chicago, Illinois; † 13. Oktober 2022 in Tucson, Arizona) war ein US-amerikanischer Astronaut. Sowohl im Gemini- als auch im Apollo-Programm kommandierte er jeweils einen der ersten Flüge mit den neuen Raumschiffen.

## Beginn der Karriere
James McDivitt besuchte Schulen in Kalamazoo (Michigan) und Jackson (Michigan). Da wegen des Koreakrieges seine Einberufung sowieso bevorstand, meldete sich McDivitt zum Januar 1951 freiwillig zur US-Luftwaffe. An der Williams Air Force Base in Arizona wurde er zum Piloten von Kampfflugzeugen ausgebildet. Im Koreakrieg flog er 145 Kampfeinsätze auf den Typen F-80 und F-86. Im September 1953 kehrte er in die USA zurück und diente in Florida, Maine und New Jersey.
Ab Juni 1957 studierte er an der University of Michigan und schloss zwei Jahre später als Bester des Jahrgangs in Luftfahrttechnik ab. Anschließend diente er als Testpilot auf dem Edwards-Luftwaffen-Stützpunkt in Kalifornien.
Er war Teilnehmer im ersten Jahrgang der Aerospace Research Pilot School der US-Luftwaffe, wo er Frank Borman kennenlernte, der dort als Ausbilder arbeitete. Ein Angebot, am Dyna-Soar-Programm der Luftwaffe mitzuarbeiten, lehnte McDivitt ab, da er vom Erfolg des Raumgleiters nicht überzeugt war.
McDivitt hatte eigentlich schon beschlossen, Testpilot für das Raketenflugzeug X-15 zu werden, als er sich nach anfänglichen Bedenken doch bei der NASA als Astronaut bewarb. Sein Vorgesetzter hatte kein Verständnis dafür, dass McDivitt die Luftwaffe verlassen wollte, und sperrte ihn für das X-15-Projekt.

## Gemini

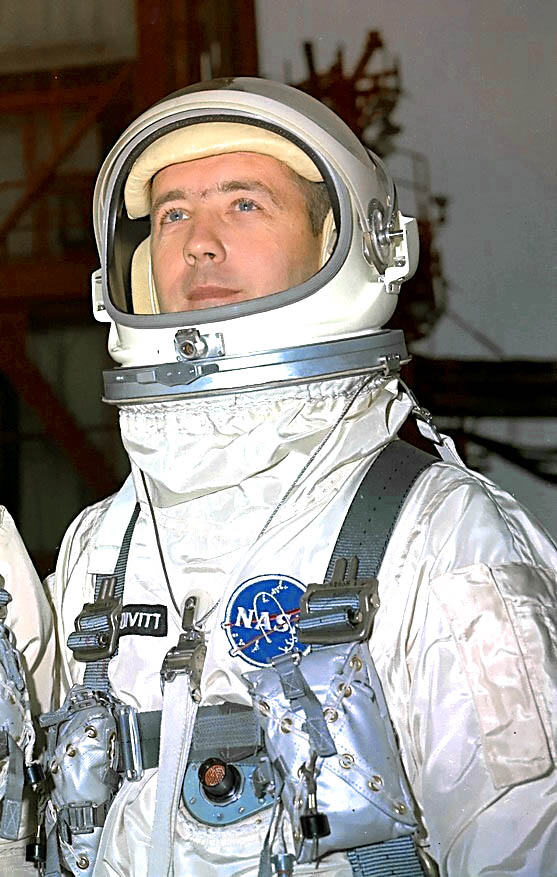
James A. McDivitt im Gemini-Raumanzug

McDivitt wurde am 17. September 1962 mit der zweiten Astronautengruppe der Öffentlichkeit vorgestellt. Ab 1963 spezialisierte er sich auf die Steuerung und Navigation von Raumschiffen.
Am 27. Juli 1964 wurde McDivitt als Kommandant für Gemini 4, den zweiten bemannten Gemini-Flug, nominiert und hatte als Weltraumneuling den Vorzug vor den Mercury-Veteranen Walter Schirra und Gordon Cooper erhalten. McDivitt war der erste von fünf NASA-Astronauten, denen schon bei ihrem ersten Flug das Kommando über ein Mehrpersonenraumschiff übertragen wurde. Im Oktober 1964 war er der erste Astronaut, der den neuen Gemini-Raumanzug testete.
Der Flug von Gemini 4 fand vom 3. Juni bis zum 7. Juni 1965 statt und war der erste mehrtägige Gemini-Flug. Hierbei unternahm McDivitts Kopilot Ed White den ersten amerikanischen Weltraumausstieg.
Während des Flugs von Gemini 5 im August 1965 war McDivitt einer der vier Verbindungssprecher (Capcom), die den Funkkontakt zum Raumschiff hielten.

## Apollo
Im Dezember 1965 wurde McDivitt als Ersatz-Kommandant für den ersten bemannten Flug des Apollo-Raumschiffs nominiert. Im Dezember 1966, noch vor der Katastrophe von Apollo 1 änderte die NASA die Pläne und wies McDivitt und seiner Mannschaft (Rusty Schweickart und David Scott) stattdessen den zweiten bemannten Flug, die sogenannte D-Mission, als Hauptmannschaft zu. Am 20. November 1967 wurde dies von der NASA veröffentlicht. Zuerst wurde dieser Flug als Apollo 8 geplant. Nach dem erfolgreichen Flug von Apollo 7 wurde jedoch ein Mondflug dazwischengeschoben, so dass McDivitts Flug nun als Apollo 9 lief.
Vom 3. März bis zum 13. März 1969 erprobten McDivitt und seine Mannschaft das Apollo-Raumschiff und die Mondlandefähre in der Erdumlaufbahn. Dabei stiegen McDivitt und Schweickart als erste Menschen durch einen Tunnel von einem Raumfahrzeug in ein anderes.
Nach diesem erfolgreichen Raumflug übernahm McDivitt Managementfunktionen innerhalb der NASA. Er wurde Teamleiter des Mondforschungsprogramms und Programmleiter der Apollo-Missionen 12 bis 16.

## Nach der NASA
McDivitt schied zum 1. Januar 1972 aus der NASA und zum 1. Juni 1972 aus der US-Luftwaffe aus. Danach wurde er Vizepräsident für Corporate Affairs der Consumers Power Company. Im März 1975 wurde er Vizepräsident und Direktor der Pullman Inc. Im Oktober 1975 stieg er zum Präsidenten der Pullman Standard Division (Railcar Division) auf und arbeitete als Leiter der Leasing-, Technologie- und Konstruktionsabteilungen. Im Januar 1981 wurde er Senior-Vizepräsident für Regierungsaufgaben und internationale Angelegenheiten der Rockwell International Corporation in Washington, D.C.
McDivitt war zwei Mal verheiratet. Er hat vier Kinder aus erster Ehe sowie zwei Stiefkinder aus der ersten Ehe seiner Frau.